# Aguassay collaris
Aguassay collaris là một loài bọ cánh cứng trong họ Cerambycidae.